# Sixxxxxx
 (octobre 2021).
Albums de Ayumi Hamasaki
A ONE
(2015) M(A)DE IN JAPAN
(2016)
EPs par Ayumi Hamasaki
again
(2012) TROUBLE
(2018)
sixxxxxx est un mini-album de Ayumi Hamasaki, le 5e sorti sous le label avex trax.

## Présentation
L'album sort le 5 août 2015 au Japon sous le label avex trax. Il atteint la 2e place du classement des ventes de l'Oricon. Il se vend à 30 988 exemplaires la première semaine et reste classé deux semaines pour un total de 36 521 exemplaires vendus en tout.
Il contient six pistes dont, Step by step qui sert de thème musical à la série Bijo to Danshi et Sayonara, une collaboration avec le boys band taïwanais SpeXial et le producteur DAISHI DANCE. Il sort au format CD, CD+DVD et CD+Blu-ray. Le Blu-ray et le DVD contiennent trois clips et leurs making of.

## Liste des titres
Toutes les paroles sont écrites par Ayumi Hamasaki.
| 1. | Step by step           |  |
| 2. | Summer diary           |  |
| 3. | Sayonara feat. SpeXial |  |
| 4. | Sorrows                |  |
| 5. | Shape of Love          |  |
| 6. | Sky high               |  |

| 1. | Step by step (video clip)           |  |
| 2. | Summer diary (video clip)           |  |
| 3. | Sayonara feat. SpeXial (video clip) |  |
| 4. | Step by step (making of)            |  |
| 5. | Summer diary (making of)            |  |
| 6. | Sayonara (video clip)               |  |